# Джураєв Олександр Васильович
Олекса́ндр Васи́льович Джур́аєв (1993—2024) — солдат Збройних сил України, учасник російсько-української війни.

## З життєпису
Народився 1993 року в селі Олександрівка; закінчив Олександрівську загальноосвітню школу. В часі навчання брав активну участь у спортивних змаганнях. 2017 року стає студентом професійно-технічного училища — закінчив за фахом кухаря.
15 серпня 2023 року призваний до лав Збройних Сил України. Солдат; служив оператором відділення протитанкових ракетних комплексів — взвод вогневої підтримки 3-го десантно-штурмового батальйону. Брав участь у бойових діях на Запорізькому та Донецькому напрямках.
Загинув у бою 27 лютого 2024 року поблизу Красногорівки Покровського району Донецької області, виконуючи військовий обов'язок.
Похований у Валківській громаді.
Без Олександра лишились батьки Василь Талібович та Альфія Нурмухамедівна, сестра і брат.

## Нагороди
За особисту мужність і героїзм, виявлені у захисті державного суверенітету та територіальної цілісності України, вірність військовій присязі під час російсько-української війни, відзначений — нагороджений